# Burns Lake Indian Reserve 18
Burns Lake Indian Reserve 18 är ett reservat i Kanada.   Det ligger i provinsen British Columbia, i den centrala delen av landet, 3 600 km väster om huvudstaden Ottawa. Burns Lake Indian Reserve 18 ligger vid sjön Decker Lake.
I omgivningarna runt Burns Lake Indian Reserve 18 växer i huvudsak barrskog. Trakten runt Burns Lake Indian Reserve 18 är nära nog obefolkad, med mindre än två invånare per kvadratkilometer.